# 18–22 Main Street (Renton)
Unter der Adresse 18–22 Main Street in der schottischen Stadt Renton in der Council Area West Dunbartonshire befinden sich zwei Wohngebäude. 1996 wurde das Bauwerk in die schottischen Denkmallisten in der Kategorie C aufgenommen.

## Beschreibung
Die benachbarten Gebäude liegen an der Main Street, der Hauptstraße Rentons, im Stadtzentrum. Sie stammen aus dem früheren 19. Jahrhundert und gehören damit zu den ältesten bis heute erhaltenen Häusern der Stadt. Das Mauerwerk der zweistöckigen Wohnhäuser besteht aus Quadersteinen. Die Eingangstüre des rechts gelegenen Gebäudes Nr. 18 befindet sich mittig an der westexponierten Frontseite. Sie schließt mit einem rechteckigen Kämpferfenster. Rechts ist ein Sprossenfenster verbaut, während linkerhand ein Torweg mit Segmentbogen zur Gebäuderückseite führt. Im Obergeschoss sind zwei Fenster symmetrisch angeordnet.
Die Frontseite des nebenliegenden Hauses Nr. 22 ist symmetrisch aufgebaut. Die zentrale Eingangstüre ist von zwei Blendpfeilern flankiert, schließt mit einem rechteckigen Kämpferfenster und ist von einem schlichten Gesimse bekrönt. Auf beiden Seiten der Tür sind Sprossenfenster verbaut. Im Obergeschoss verteilen sich vier Fenster gleichmäßig. Die Satteldächer beider Häuser sind mittlerweile mit modernen Dachpfannen eingedeckt. Des Weiteren wurden die Schornsteine entfernt. Eine niedrige Bruchsteinmauer fasst das Grundstück ein. Die beiden Eckpfosten weisen einen quadratischen Grundriss auf und schließen mit einer pyramidenförmigen Kappe.